# Отец Рождество
Отец Рождество (англ. Father Christmas) — персонаж английского фольклора, который олицетворяет Рождество.
Отец Рождество является аналогом славянского Деда Мороза. Некоторые англо-русские словари переводят «Father Christmas» как «Дед Мороз». Также устоявшимся переводом является «Рождественский дед», появившийся до революции. В ряде источников его имя транскрибируется, а не переводится — «Фазер Кристмас».

## История

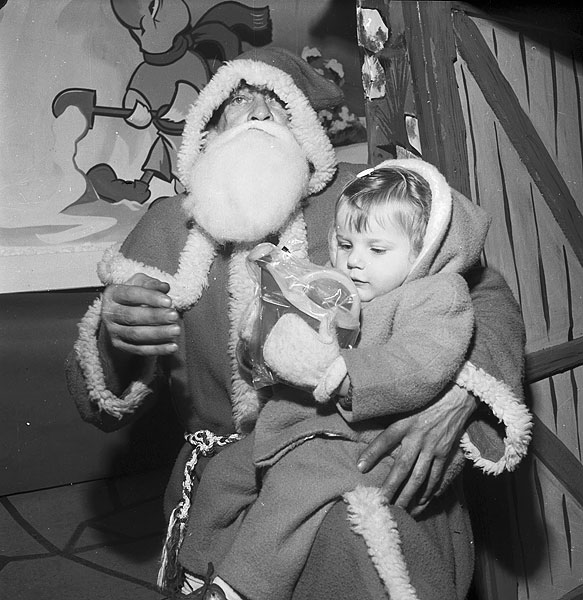
Фазер Кристмас с ребёнком на руках, Рождество 1961 года, Уэльс. Здесь персонаж представлен в своём традиционном облике, за исключением падубового венка

Отец Рождество известен в Англии со Средних веков. Изначально это был недетский персонаж. Отец Рождество возвещал о наступлении праздника и призывал всех есть и пить в честь этого события. Но со временем, церковь стала осуждать чрезмерные обжорство и возлияния в Рождество, и Отец Рождество превратился в просто весёлого старика — синонима гостеприимства и помощи бедным в праздник. Начиная со второй половины XIX века его образ слился с образом Св. Николая, позже ставшим Санта Клаусом.

## Облик
Внешность Отца Рождество схожа с другими зимними фольклорными персонажами — это старик с длинной седой бородой. Первоначально Отец Рождество изображался в зелёном плаще с капюшоном, украшенным омелой, плющом и остролистом. Начиная с викторианской эпохи его традиционно изображают в красном балахоне с капюшоном (который, как и шуба Деда Мороза/Санты, может быть подбит мехом), на голове может присутствовать венок из падуба. В наше время облик Отца Рождество практически идентичен американскому Санта-Клаусу.

## В культуре
- «Письма Рождественского Деда» — сказка Джона Рональда Руэла Толкина, написанная в эпистолярном жанре, в данном случае в виде писем от Отца Рождество.
- «Дед Мороз» — британский мультфильм 1991 года по одноимённой книге детского писателя Рэймонда Бриггса.

## Галерея

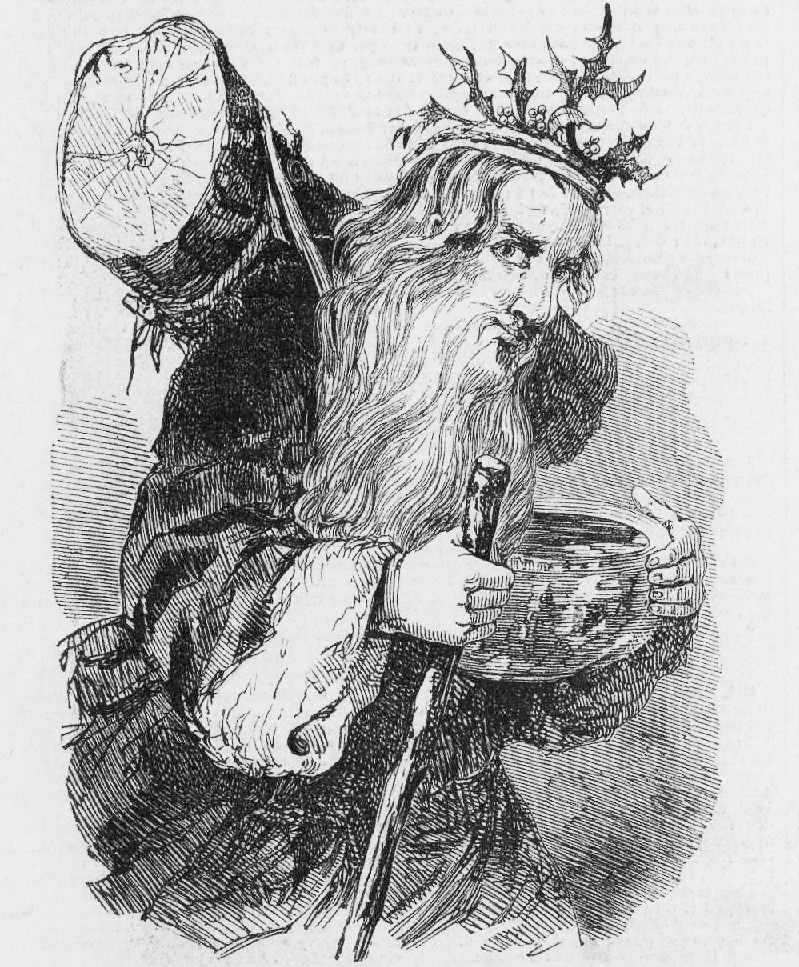
Фазер Кристмас в омеловом венке и с поленом за спиной, гравюра, «Illustrated London News», 1848 год
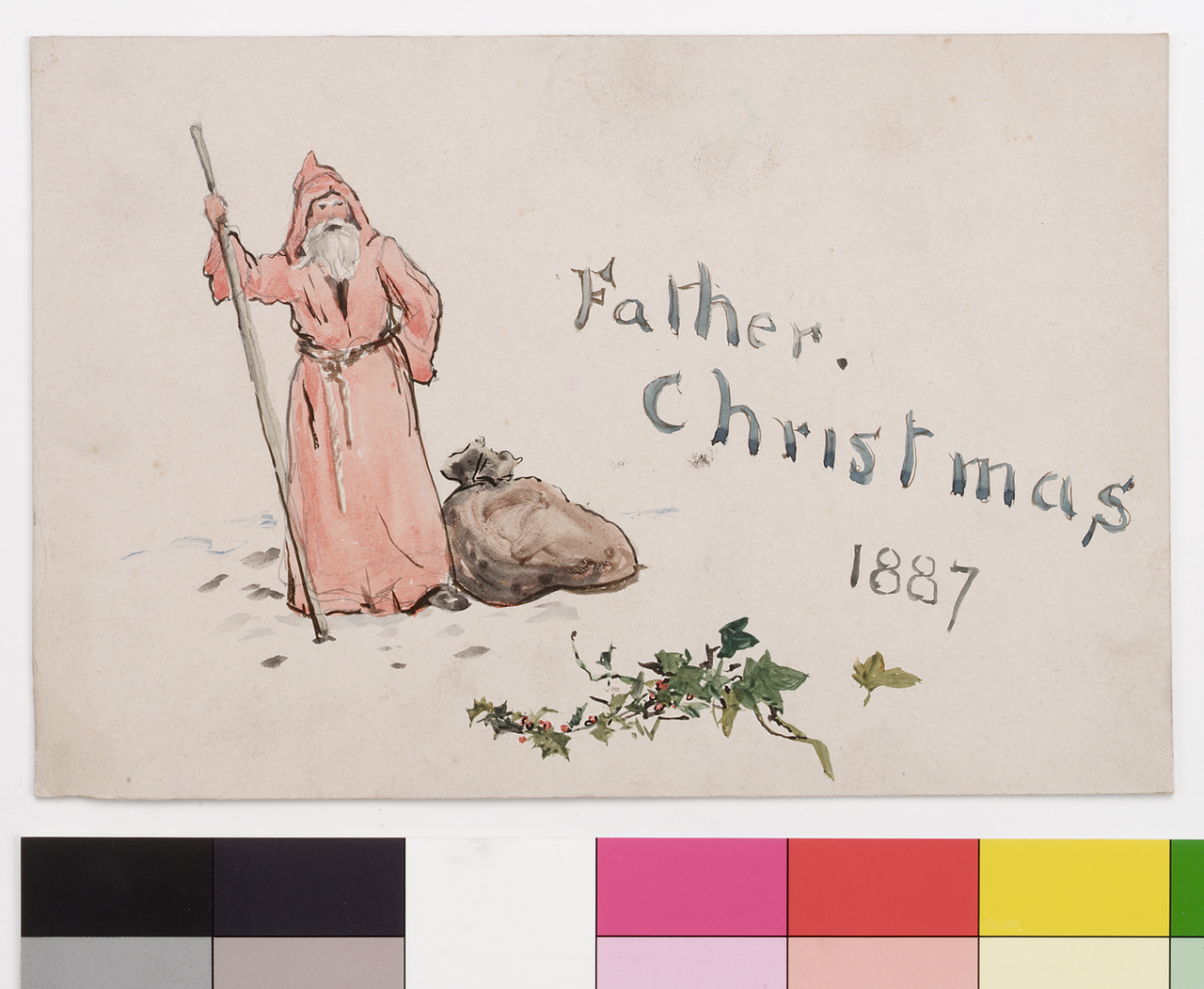
Фазер Кристмас на открытке, 1887 год
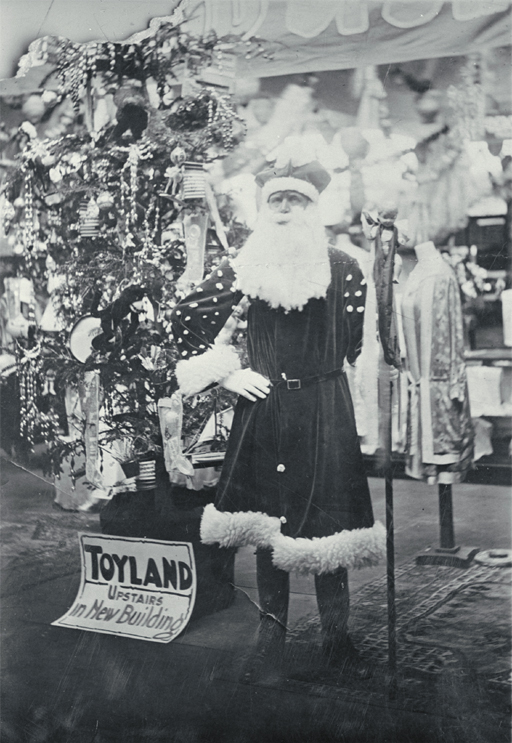
Фазер Кристмас в новозеландском универмаге «T. Armstrong & Co.», 1930-е гг.
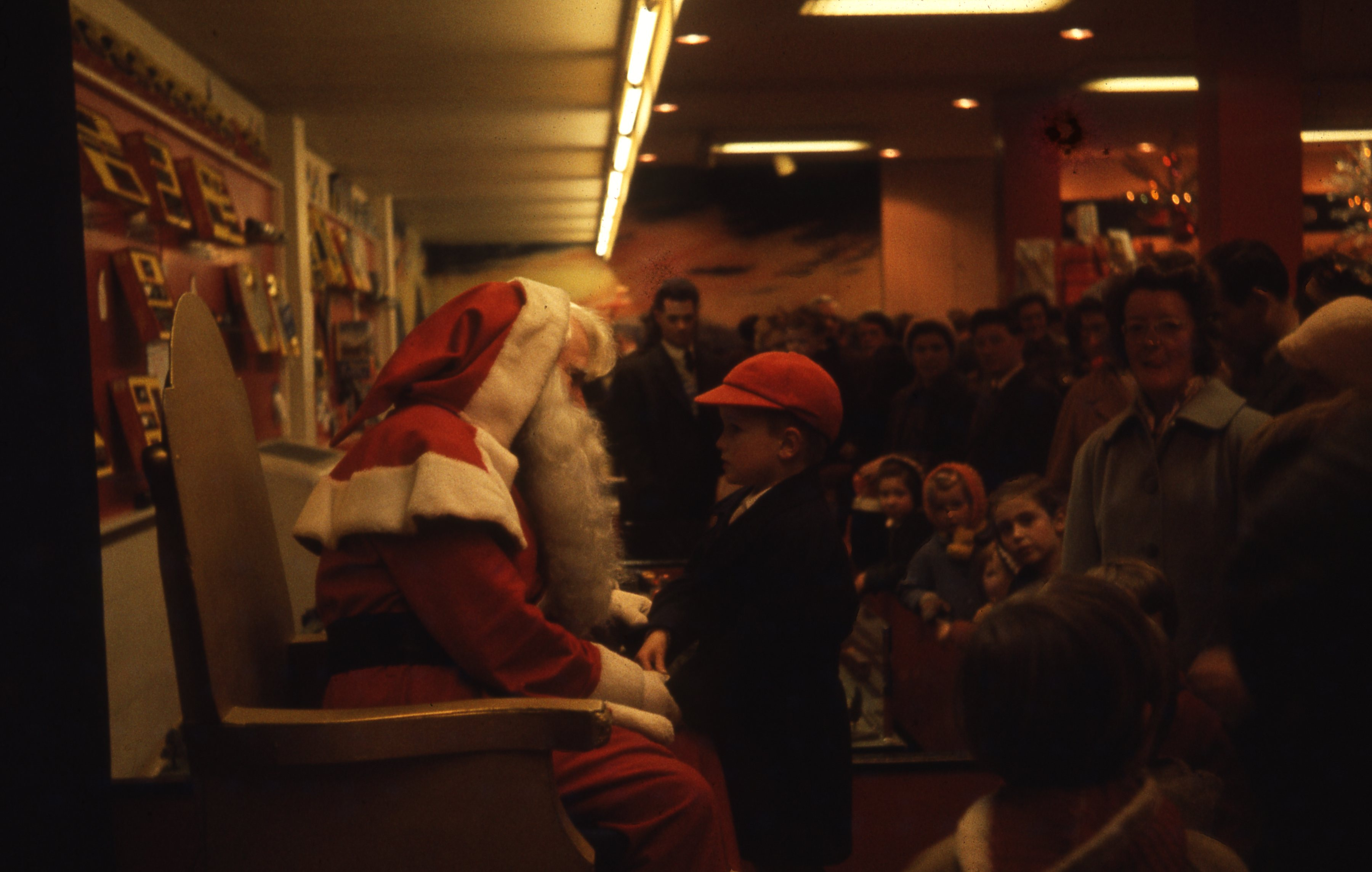
Фазер Кристмас встречается с детьми в универмаге, Ньюкасл-апон-Тайн, 1962 год
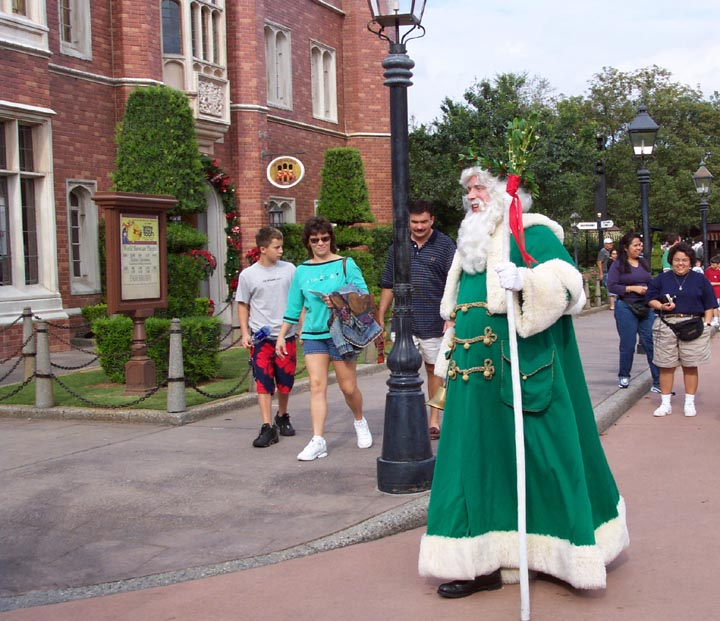
Фазер Кристмас в зелёной шубе и с венком на голове, 2004 год
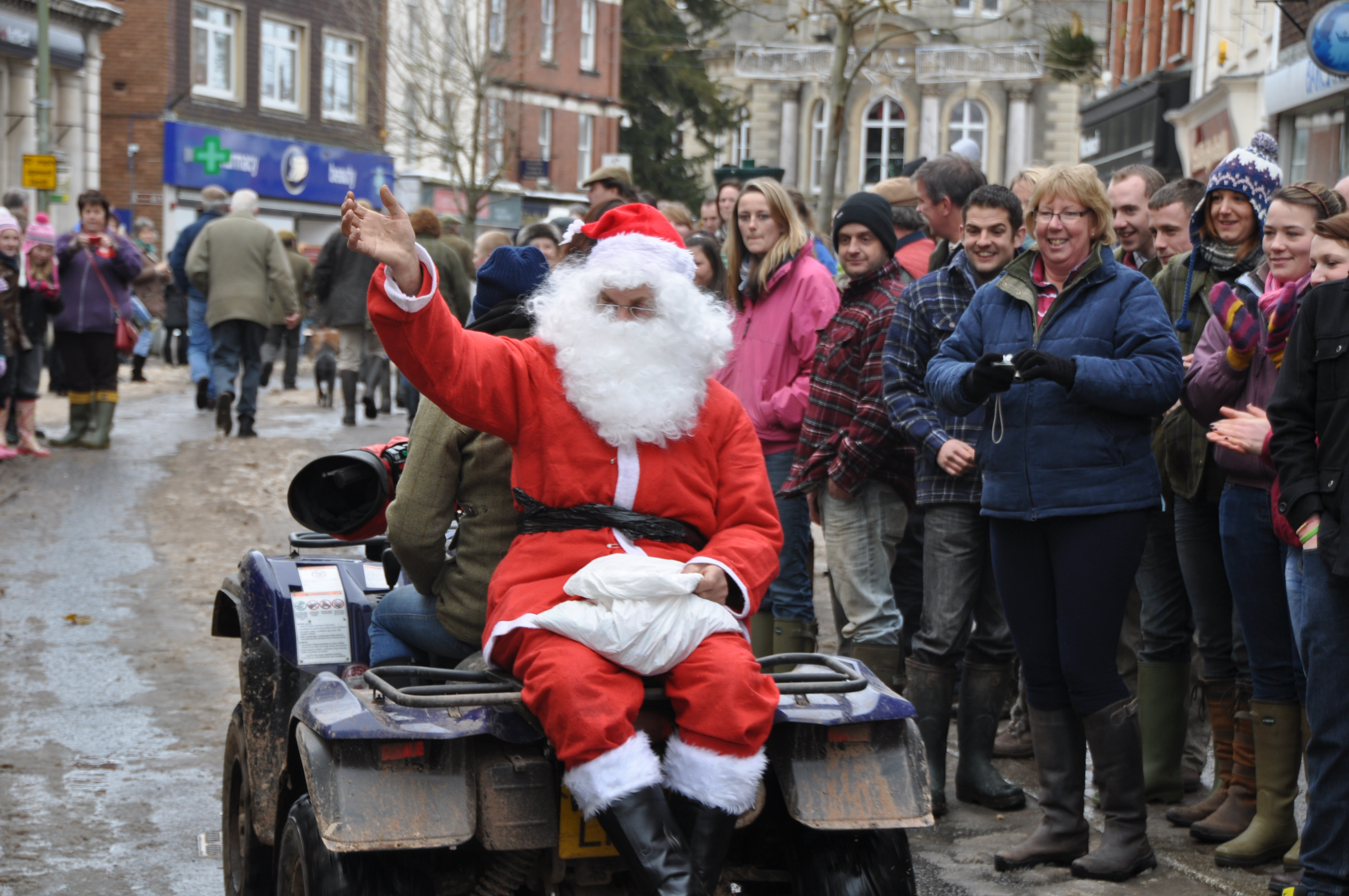
Фазер Кристмас в облике Санта-Клауса, Тивертон (графство Девон), 2010 г.
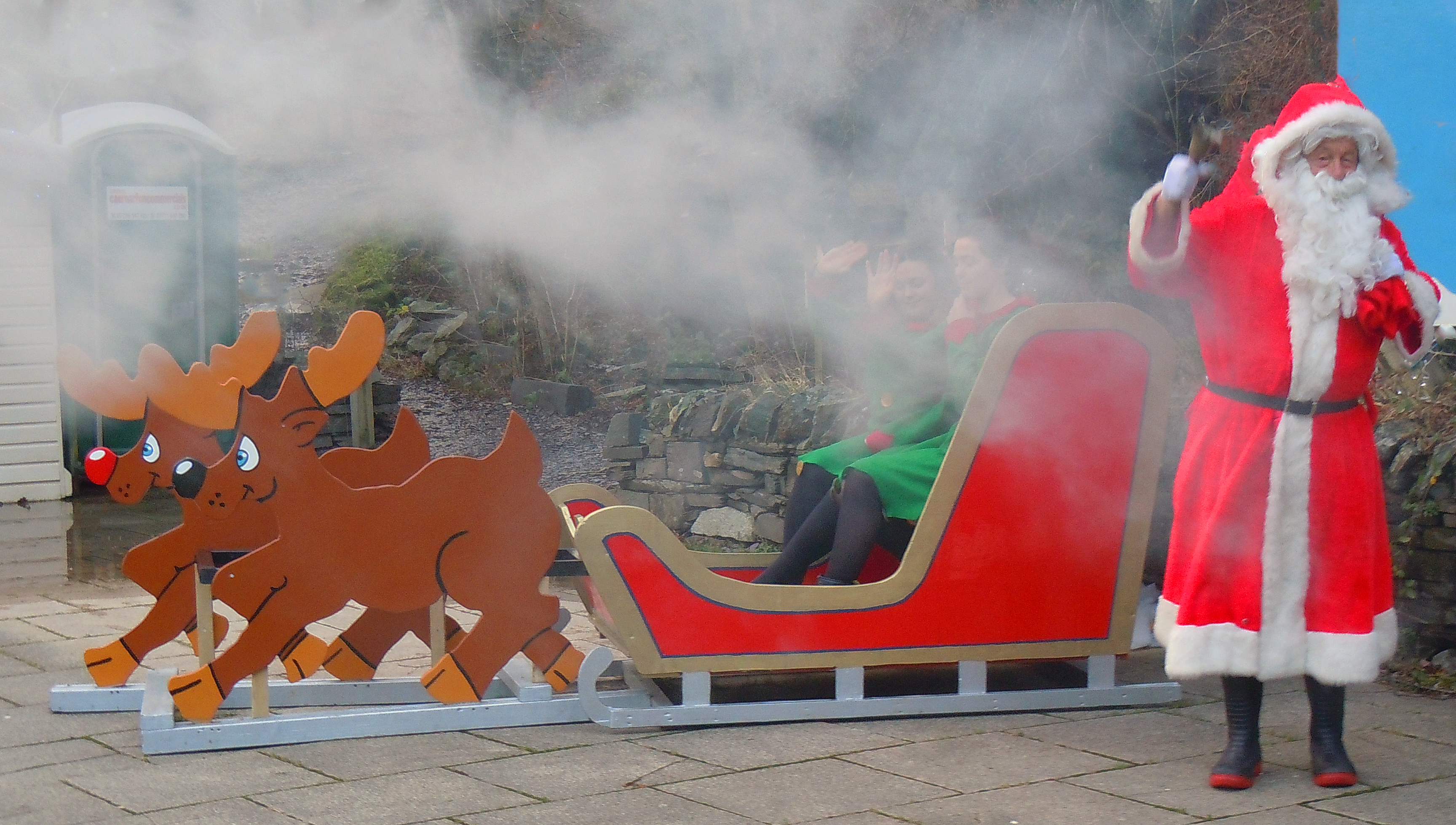
Сани с эльфами и с запряженными оленями, на переднем плане — Фазер Кристмас, 2015 год